# Mokhtar Khalem
Mokhtar Khalem (Argel, Argelia, 10 de octubre de 1944) es un exfutbolista de Argelia que jugó en la posición de delantero.

## Carrera

### Club
| Periodo   | Club           |
| --------- | -------------- |
| 1965-1973 | CR Belcourt    |
| 1973-1975 | NA Hussein Dey |

### Selección nacional
Jugó para Argelia en 13 ocasiones de 1967 a 1972 y anotó ocho goles; participó en la Copa Africana de Naciones 1968, en los Juegos Mediterráneos de 1967 y en el fallido proceso clasificatorio rumbo a Alemania 1974.

## Logros
- Campeonato Nacional de Argelia (4): 1965, 1966, 1969, 1970
- Copa de Argelia (3): 1966, 1969, 1970